# Prinz Eugen (Schiff, 1940)
Der Schwere Kreuzer Prinz Eugen  war ein Kriegsschiff der deutschen Kriegsmarine und gehörte der Admiral-Hipper-Klasse an. Er wurde nach dem österreichischen Feldherrn Prinz Eugen von Savoyen benannt.

## Geschichte

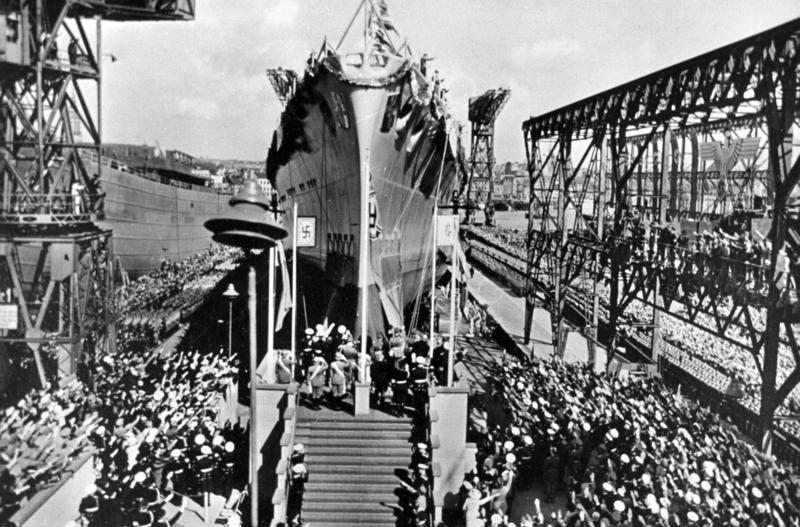
Stapellauf der Prinz Eugen, 1938

Nach den Bestimmungen des deutsch-britischen Flottenabkommens von 1935 wurde Deutschland 35 % der Tonnage der Royal Navy zugestanden, darunter fünf schwere Kreuzer. Im Rahmen der Aufrüstung der deutschen Kriegsmarine ab Mitte der 1930er Jahre wurde auch der Bau einer Klasse Schwerer Kreuzer begonnen. Der Bauauftrag für das dritte Schiff der Admiral-Hipper-Klasse wurde bis zur Taufe unter dem Haushaltsnamen Kreuzer J geführt. Das Schiff lief am 22. August 1938 vom Stapel und wurde dabei von Magdolna Horthy, der Frau des ungarischen Reichsverwesers Miklós Horthy, auf den Namen Prinz Eugen getauft. Horthy war im Ersten Weltkrieg Kommandant des Linienschiffes Prinz Eugen gewesen, in dessen Tradition der neue Kreuzer benannt wurde. Ursprünglich sollte der Kreuzer, der die Tradition der österreichischen Flotte in der Kriegsmarine aufrechterhalten sollte, auf den Namen Tegetthoff nach Admiral Wilhelm von Tegetthoff getauft werden, doch befürchtete man, das verbündete Italien durch diese Namensgebung zu vergrämen, da Tegetthoff die Seeschlacht von Lissa gegen die italienische Flotte gewonnen hatte.
Das Schiff wurde auch als „Der glückliche Prinz“ oder „Das glückhafte Schiff“ bezeichnet, da es verschiedene Einsätze fast unbeschadet überstanden hatte (so z. B. das „Unternehmen Rheinübung“ mit dem Schlachtschiff Bismarck), den Kanaldurchbruch („Unternehmen Cerberus“) mit den Schlachtschiffen Scharnhorst und Gneisenau und das Norwegenunternehmen („Unternehmen Sportpalast“).
Bereits während der weiteren Ausrüstung und Fertigstellung erhielt das Schiff am 2. Juli 1940 am Ausrüstungskai der Werft in Kiel den ersten Bombentreffer. Die Indienststellung der Prinz Eugen konnte nach der Reparatur der erlittenen Schäden am 1. August stattfinden.

### Unternehmen Rheinübung
Am 18. Mai 1941 lief die Prinz Eugen zusammen mit dem Schlachtschiff Bismarck aus Gdingen (Gotenhafen) zum Unternehmen Rheinübung aus der Ostsee mit dem Ziel Atlantik aus. Dort sollten feindliche Geleitzüge angegriffen werden. Der Verband wurde jedoch von der britischen Aufklärung frühzeitig entdeckt und von mehreren Schiffen der Royal Navy beschattet. Im weiteren Verlauf der Operation kam es dann zu dem bekannten Seegefecht zwischen den beiden deutschen Schiffen und zwei schweren britischen Einheiten in der Dänemarkstraße. Der Schlachtkreuzer Hood wurde versenkt und das Schlachtschiff Prince of Wales schwer beschädigt. Die Prinz Eugen wurde anschließend zum selbständigen Handelskrieg aus dem Verband entlassen. Am 25./26. Mai 1941 übernahm der Kreuzer noch einmal Öl von dem Tanker Spichern, Maschinenschäden zwangen dann jedoch zum Abbruch des Unternehmens. Am 1. Juni erreichte der Kreuzer Brest.

### Unternehmen Cerberus
In den folgenden Monaten lag die Prinz Eugen in Brest. Sie wurde bei einem Luftangriff in der Nacht des 1. Juli 1941 von einer Bombe schwer getroffen; dabei wurden 60 Mann getötet, darunter der Erste Offizier, Fregattenkapitän Stooß. Die Instandsetzungsarbeiten dauerten bis Mitte Dezember. Anfang 1942 wurde von Adolf Hitler der Rückmarsch nach Deutschland befohlen. Dieser erfolgte gemeinsam mit den Schlachtschiffen Gneisenau und Scharnhorst, die ebenfalls bereits längere Zeit in Frankreich festgelegen hatten. Für den Rückweg wurde der zwar kurze, aber riskante Weg durch den Ärmelkanal gewählt. Mit starker Luftunterstützung und unter Sicherung durch zahlreiche kleinere Einheiten der Kriegsmarine gelang der Kanaldurchbruch in der Zeit vom 11. Februar bis zum 13. Februar 1942. Bei dieser Aktion blieb die Prinz Eugen als einzige der großen Einheiten unbeschädigt, hatte aber den einzigen Personenverlust der drei großen Schiffe zu beklagen. Das Unternehmen Cerberus war der erste erfolgreiche Durchbruch einer feindlichen Flotte durch den Ärmelkanal seit Jahrhunderten. Trotz des taktischen Erfolges war der Rückzug der schweren Einheiten nach Deutschland eine strategische Niederlage für die Kriegsmarine, da die direkte Bedrohung für alliierte Geleitzüge im Atlantik deutlich geringer wurde.

### Einsätze 1942–1945
Auf der Weiterfahrt über Trondheim nach Narvik (Unternehmen Sportpalast) erlitt die Prinz Eugen am 23. Februar 1942 durch einen Torpedotreffer des britischen U-Bootes Trident schwere Beschädigungen am Heck, das abknickte. Im Lofjord bei Trondheim wurde das Schiff von dem Werkstattschiff Huascaran notdürftig repariert und mit einem manuell betriebenen Notruder ausgestattet. Am 16. Mai kehrte die Prinz Eugen nach Kiel zurück (Unternehmen Zauberflöte), um auf der Werft der Deutschen Werke ein neues Heck zu erhalten. Nach der Reparatur und der Wiederherstellung der Einsatzbereitschaft schlugen im Januar 1943 zwei Verlegungsversuche nach Norwegen fehl. Nach dem fehlgeschlagenen Unternehmen Regenbogen wurde der Kreuzer im April den Ausbildungsverbänden zugeteilt. Ursprünglich sollten auf Befehl Hitlers alle schweren Einheiten außer Dienst gestellt werden, was Karl Dönitz als neuer Oberbefehlshaber der Kriegsmarine verhindern konnte.  Vom 5. April 1943 bis zum 11. Oktober 1943, unterbrochen von einigen Seetagen, Aufenthalten im Außenhafen Libau und auf Reede u. a. Hela, war die Prinz Eugen in Gotenhafen stationiert. Am 7. Oktober 1943 wurde der Besatzung bei einer Abschlussbesichtigung durch den Chef des Ausbildungsverbandes, Vizeadmiral August Thiele, durch den Kommandanten mitgeteilt, dass die Prinz Eugen wieder zum "Frontschiff" werde. Am 9. Oktober 1943 wurde Gotenhafen, in dessen Hafen die Prinz Eugen lag, Ziel eines Bombenangriffes (mindestens 80 Flugzeuge). Im Zuge dieses Luftangriffes wurden die Stuttgart und ein kleiner Schlepper versenkt. Am 11. Oktober 1943 befand sich die Prinz Eugen im Dock von Gotenhafen. Ab August 1944 unterstützte das Schiff Landoperationen des Heeres an der Ostfront. Am 20. August 1944 unterstützte die Prinz Eugen Angriffe deutscher Heerestruppen durch Artilleriebeschuss der Stadt Tukums in Kurland. Am 15. Oktober 1944 kehrte sie zur Munitionsergänzung nach Gotenhafen zurück. Dabei rammte sie bei schlechter Sicht den Leichten Kreuzer Leipzig und beschädigte ihn schwer; 27 Besatzungsmitglieder des Kreuzers kamen ums Leben. Beide Schiffe konnten erst am nächsten Tag mit Schlepperhilfe voneinander getrennt werden. Da die Schäden am Bug der Prinz Eugen keinen Werftaufenthalt notwendig machten, konnte sie in den darauffolgenden zwei Wochen in Gotenhafen wieder einsatzfähig gemacht werden. Anschließend nahm sie – als Teil der Kampfgruppe Thiele – wieder an den Kämpfen im Osten teil (Sworbe, Königsberg, Danzig etc.). Zudem folgten ab Januar 1945 Einsätze zur Evakuierung von Verwundeten und Zivilisten aus Ostpreußen. Am 29. März 1945 verließ das Schiff Gotenhafen und erreichte am 20. April 1945 Kopenhagen. Mangels Brennstoff konnte es bis zum Kriegsende nicht mehr auslaufen.

### Verbleib nach Kriegsende

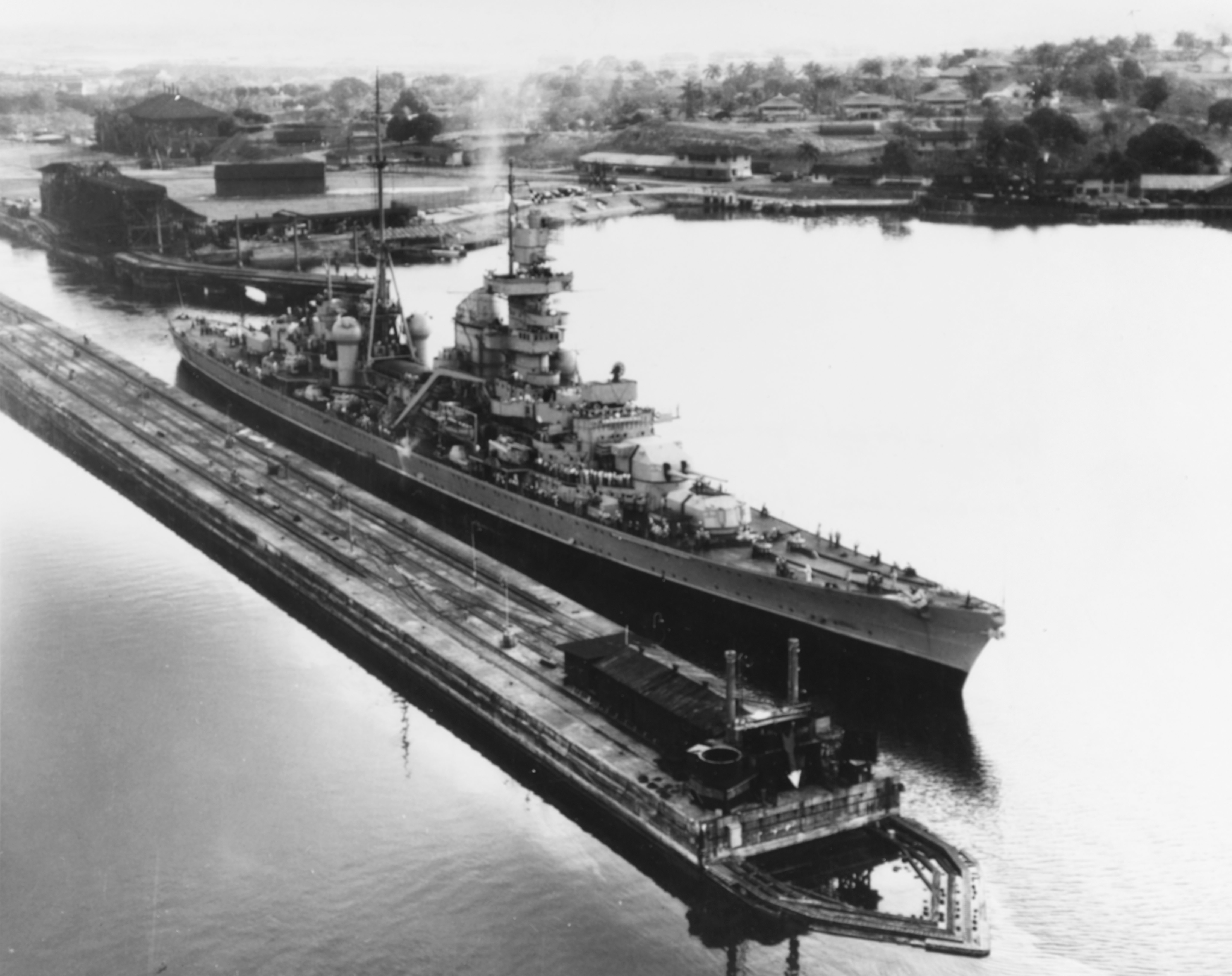
Prinz Eugen – ohne die Rohre des Turm A („Graz“) – im Panamakanal

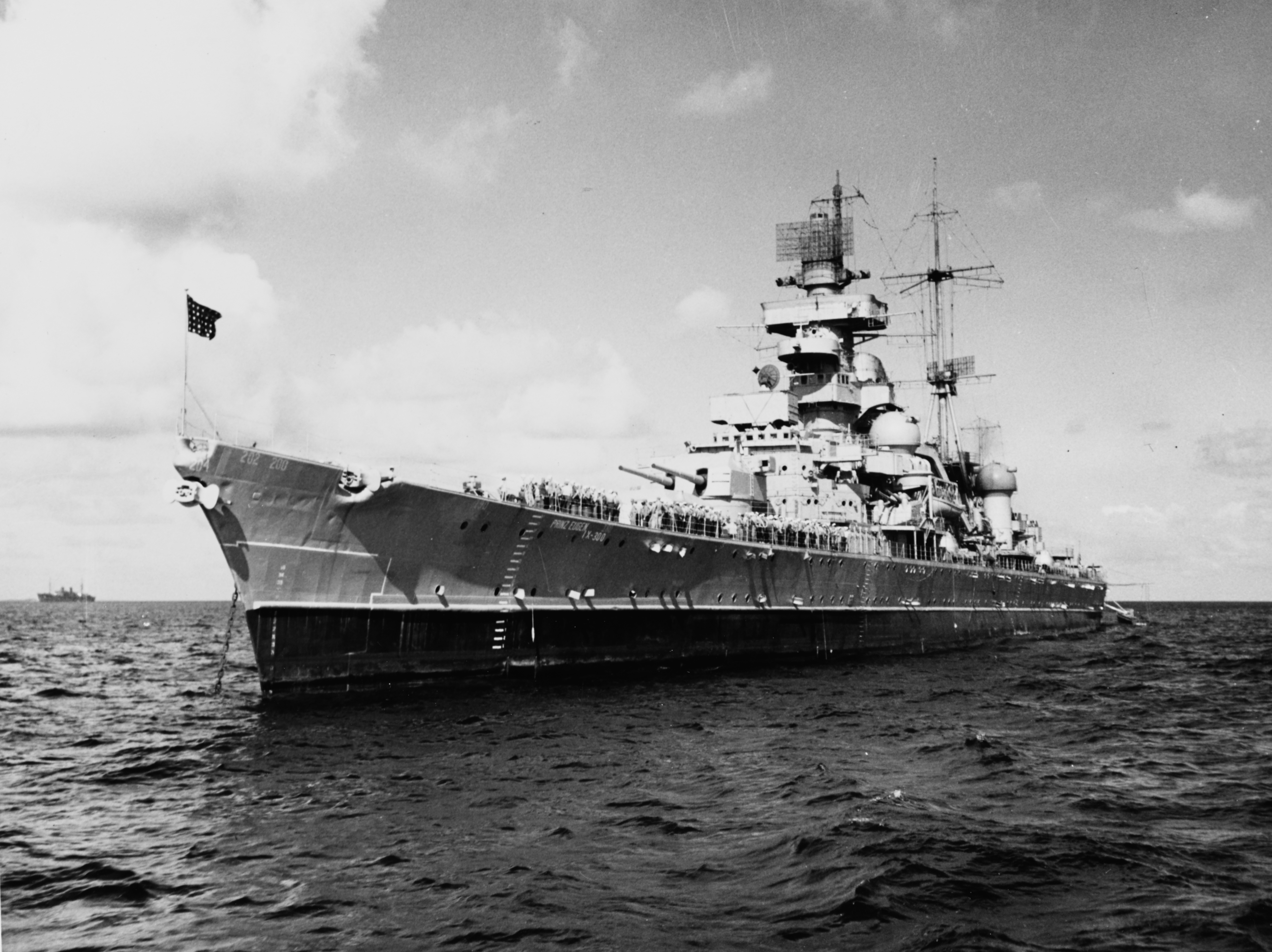
Prinz Eugen ankert im Bikini-Atoll Juni 1946

Nach der deutschen Kapitulation kam der Kreuzer, der als einzige schwere Einheit der deutschen Kriegsmarine den Zweiten Weltkrieg überstanden hatte, in Kopenhagen unter britisches Kommando. Ende Mai 1945 wurde er mit einigen anderen deutschen Schiffen nach Wilhelmshaven gebracht. Im Dezember 1945 fiel das Schiff dann per Losentscheid als Kriegsbeute an die USA, die das Schiff am 5. Januar 1946 unter Beibehaltung des Namens mit der Kennung „IX-300“ in den Bestand der US Navy einreihte. 574 deutsche Besatzungsmitglieder verblieben weiterhin auf dem Schiff, um die an Bord befindlichen Angehörigen der US Navy in die technischen Belange einzuweisen. Am 13. Januar 1946 überführte man das Schiff nach Philadelphia, wobei es beim zwischenzeitlichen Anlaufen von Boston als ehemals feindliches Schiff ein größeres Medienecho erlebte. In Philadelphia wurden in einer Marinewerft diverse Ausrüstungsgegenstände ausgebaut, darunter die beiden Geschütze aus Turm A, die Entfernungsmesser für die schwere Artillerie und die 10,5-cm-Flak, mehrere Fla-Geschütze der Kaliber 10,5 und 4 cm sowie das Flugzeugkatapult. Am 1. Mai 1946 passierte die Prinz Eugen den Panamakanal auf dem Weg nach San Diego. Im Pazifik wurde das Schiff weiteren Tests unterzogen und dabei auch die Leistungsfähigkeit des Gruppenhorchgeräts festgestellt, welches daraufhin ausgebaut wurde und später Verwendung in der zum Versuchsboot umgebauten Flying Fish fand. Am 10. Mai 1946 erreichte das Schiff im Schlepp, weil nur noch ein Kessel arbeitete, Honolulu. Zuvor hatten die letzten deutschen Besatzungsmitglieder die Prinz Eugen verlassen, nachdem deren Zahl bereits schrittweise bis auf 134 verringert worden war.

#### Operation Crossroads
Anschließend erfolgte der Weitermarsch zum Bikini-Atoll. Hier wurde das Schiff etwa eine Seemeile entfernt vom Nullpunkt der als Operation Crossroads bekannt gewordenen Atombombenversuchsserie mit zahlreichen weiteren Versuchsschiffen verankert. Bestimmend für die Auswahl der Prinz Eugen war, dass sie ein modernes, geschweißtes Schiff war. Man wollte die Stabilität der Gesamtstruktur prüfen.
Bei der Explosion der Testbombe „Able“ am 1. Juli 1946, abgeworfen von einer B-29 und in 170 m Höhe ca. 1100 m (1184 yards) entfernt gezündet, erlitt das Schiff noch keine sichtbaren Schäden. Am 25. Juli 1946 wurde die Testbombe „Baker“ unter Wasser in ca. 30 m Tiefe und ca. 1800 m (1990 yard) entfernt gezündet, wobei das Schiff anscheinend ebenfalls keine Schäden, aber sehr starke Verstrahlung erlitt. Auf den Schiffen befanden sich Versuchstiere, hauptsächlich Schafe und Schweine, die bei den Explosionen getötet wurden. Zu einer grundlegenden Beschädigung der Struktur der Prinz Eugen kam es jedoch nicht, während andere Schiffe (die sich näher am Zentrum der Explosion befanden) noch im Testgebiet sanken.
Auf den anfangs geplanten dritten Test „Charlie“, bei dem am 1. März 1947 eine Atombombe in größerer Wassertiefe gezündet werden sollte, wurde letztlich verzichtet, da bereits der zweite Test die verheerende Wirkung auf Schiffe bewiesen hatte.

#### Untergang

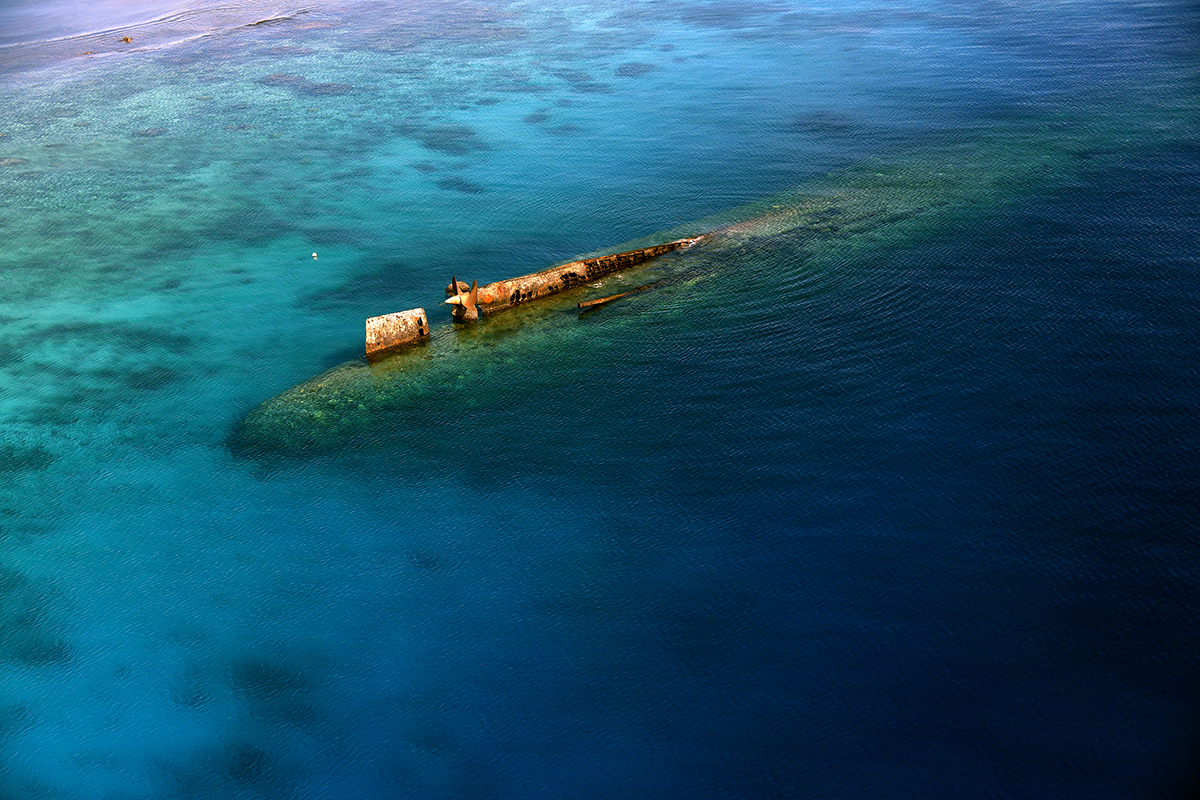
Prinz Eugen im Juli 2018

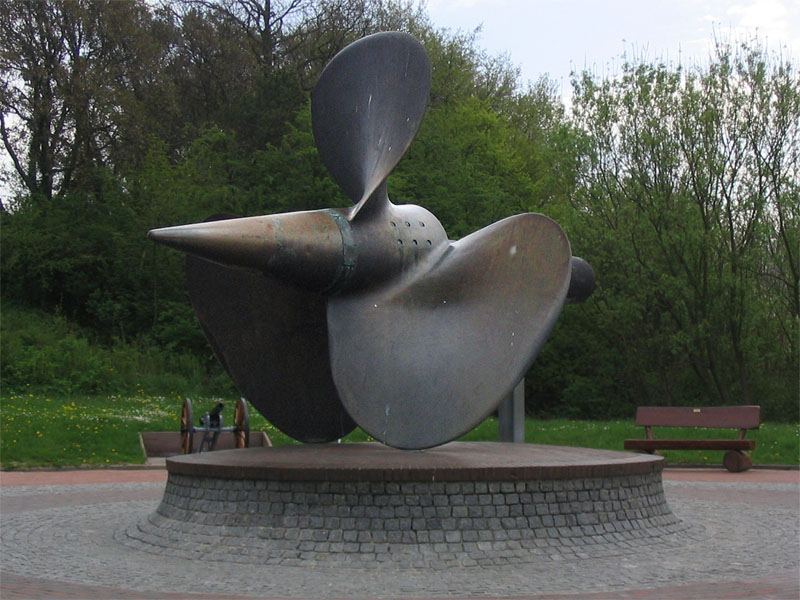
Backbordschraube beim Marineehrenmal Laboe

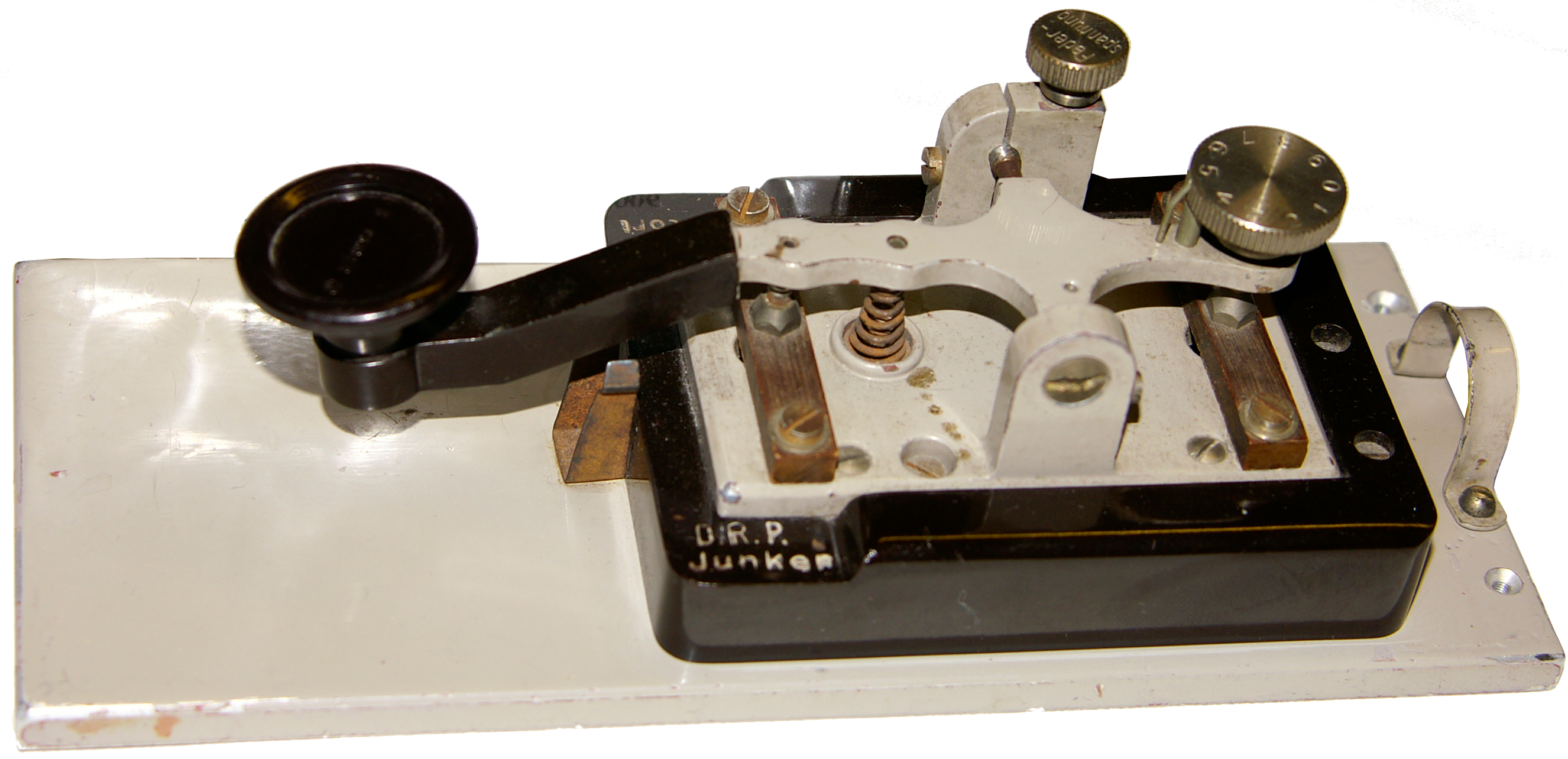
Morsetaste der Prinz Eugen

Das besatzungslose Schiff wurde anschließend zum Kwajalein-Atoll geschleppt. Dort wurde auch an Bord der Prinz Eugen Alphastrahlung festgestellt. Die Stopfbuchsen der Propellerwellen waren durch die Erschütterungen beim Test undicht geworden und ließen zunehmend Wasser eindringen. Wegen der Verstrahlung wurden auch die Lenzpumpen nicht mehr eingesetzt. Ab dem 16. Dezember 1946 setzte Schlagseite nach Steuerbord ein, die immer stärker wurde. Am 21. Dezember lag das Schiff achtern einen Meter tiefer im Wasser. In der Folge sollte das eingedrungene Wasser mit an Land aufgestellten Pumpen aus der Prinz Eugen entfernt werden, was aber nicht gelang. Auch der Versuch, den Kreuzer auf den Strand zu setzen, misslang.
Gegen Mittag des 22. Dezember 1946 kenterte und sank die Prinz Eugen schließlich. Das Wrack befindet sich auf der Position 8° 45′ 9,9″ N, 167° 40′ 59,2″ O im seichten Wasser ca. 250 Meter vom Strand der Insel Enubuj entfernt. Der hintere Teil des Unterwasserschiffes mit den Propellerwellen und den verbliebenen zwei Propellern sowie das Ruder ragen aus dem Wasser. Die Aufbauten schlugen während des Kenterns auf dem Lagunenboden auf und sind seither seitlich abgeknickt. Die Türme B, C und D sind aus ihren Barbetten gerutscht, da sie lediglich durch ihr Gewicht in ihrer Position gehalten wurden. Einzig Turm A war an der Barbette festgeschweißt worden, nachdem die beiden Geschütze aus ihm entfernt worden waren.
Für das Kwajalein-Atoll stellte das Wrack lange ein ungelöstes Umweltproblem dar. Im Schiffsinneren befanden sich noch große Mengen Öl in den Treibstoffbunkern. Erst von Anfang September bis Mitte Oktober 2018 pumpte die US Navy nach eigenen Angaben etwa 946.000 Liter Öl aus den 159 erreichbaren der insgesamt 173 Treibstoffbunker ab oder hatte diese leer vorgefunden. Die verbliebenen Restmengen, bis zu 5 % der Gesamtkapazität, lagern tief im Schiffsinneren eingeschlossen.
Bereits kurz nach dem Untergang des Schiffs wurde über eine Bergung nachgedacht, diese Überlegungen letztlich aber wegen zu hoher Strahlenwerte verworfen. 1973 erfolgte eine erneute Untersuchung des Wracks mit dem Ziel der Hebung. Dabei wurden die durch eine Sprengung der an Backbord lagernden Torpedos hervorgerufenen Schäden in der Bordwand dokumentiert. Ebenso stellten die Taucher fest, dass sich sowohl weitere scharfe Munition als auch Treibstoffreste im Schiff befanden. Obwohl keine Beta- und Gammastrahlung mehr nachgewiesen werden konnte, unterblieb eine Hebung und Abwrackung wegen des hohen Aufwandes. Auch als 1989 zum dritten Mal nach einer Untersuchung des Wracks der Gedanke an eine Bergung aufkam, ließ die US Navy wegen der möglichen Reststrahlung im Schiffsbaustahl erneut davon ab.
Der Deutsche Marinebund bemühte sich um Bergung und Rückführung eines der drei Propeller. Die Verhandlungen dazu wurden 1978 abgeschlossen. Der Propeller ist auf dem Gelände des Marineehrenmals in Laboe aufgestellt. Eine der Torpedozielanlagen (backbord achtern) befindet sich im Deutschen Schifffahrtsmuseum Bremerhaven. Die Schiffsglocke befindet sich im Naval Historical Center, Washington Navy Yard, Washington, D.C., USA.

### Chronologie
- 23. April 1936 – Kiellegung auf der Germaniawerft in Kiel
- 22. August 1938 – Magdolna Purgly, die Frau des ungarischen Reichsverwesers Miklós Horthy, führt in Anwesenheit von Adolf Hitler die Taufe durch, anschließend erfolgt der Stapellauf
- 1. August 1940 – Indienststellung unter Kapitän zur See Brinkmann
- 18. Mai bis 1. Juni 1941 – Unternehmen Rheinübung zusammen mit dem Schlachtschiff Bismarck
- 11. bis 13. Februar 1942 – Unternehmen Cerberus (Kanaldurchbruch)
- 14. bis 24. Februar 1942 – Unternehmen Sportpalast: zusammen mit Admiral Scheer Marsch nach Norwegen
- 16. Mai bis 30. Juli 1942 – Unternehmen Zauberflöte, Marsch in die Heimat
- Januar bis März 1943 – Unternehmen Fronttheater und Unternehmen Domino
- 05. April bis 11. Oktober 1943 – Ausbildungsschiff in Gotenhafen
- 19. bis 21. August 1944 – Landzielbekämpfung, Tuckum (Lettland)
- 13. bis 17. September 1944 – Tanne-Ost, Hogland, Utö
- 20. bis 25. September 1944 – Unternehmen in der Ålander See
- 10. bis 15. Oktober 1944 – Kämpfe um Memel
- 20. bis 28. November 1944 – Kampf um Sworbe
- 29. bis 31. Januar 1945 – Kampf um Königsberg
- 10. März bis 4. April 1945 – Kampf um Danzig, Gotenhafen und Hela
- 10. bis 20. April 1945 – Marsch nach Westen: Swinemünde, Sassnitz, zu Kriegsende in Kopenhagen
- 13. Januar 1946 – Überführung mit eigener Kraft an die Ostküste der USA, anschließend von dort durch den Panamakanal zum Bikini-Atoll
- Juni und Juli 1946 – Testobjekt bei zwei Atombombenversuchen im Bikini-Atoll
- August 1946 – Überführung im Schlepp zum Kwajalein-Atoll
- 22. Dezember 1946 – Prinz Eugen kentert über Steuerbord und sinkt

## Traditionspflege

Flagge der k.u.k. Kriegsmarine

Nach dem „Anschluss Österreichs“ an das Deutsche Reich fiel dem nach einem österreichischen Feldherren benannten Schiff die Aufgabe zu, in der deutschen Kriegsmarine die Tradition der früheren k. u. k. Kriegsmarine fortzuführen.
Auf der Prinz Eugen wurde aus diesem Grund bei Flottenparaden und ähnlichen Anlässen die historische k. u. k. Kriegsflagge gesetzt und die Schiffsglocke der Tegetthoff mitgeführt.
Ursprünglich sollte der Kreuzer nach dem österreichischen Admiral Wilhelm von Tegetthoff benannt werden, doch befürchtete man, dass man das mit dem nationalsozialistischen Deutschen Reich verbündete Königreich Italien durch diese Namensgebung vergrämen könnte, weswegen das Schiff auf den Namen Prinz Eugen getauft wurde.

## Kommandanten
| 1. August 1940 bis Juli 1942     | Kapitän zur See Helmuth Brinkmann                                                           |
| Juli bis Oktober 1942            | Korvettenkapitän Wilhelm Beck (in Vertretung)                                               |
| Oktober 1942 bis 14. März 1943   | Kapitän zur See Hans-Erich Voss                                                             |
| 15. März 1943 bis 4. Januar 1944 | Kapitän zur See Werner Ehrhardt                                                             |
| 5. Januar 1944 bis Mai 1945      | Kapitän zur See Hansjürgen Reinicke (noch bis 1. Mai 1946 als deutscher Kommandant an Bord) |
| Mai 1945 bis Mai 1946            | Captain Arthur Harrison Graubart US-amerikanischer Kommandant                               |

## Bekannte Besatzungsangehörige
- Wolfgang Schrade (1924–2010) war 1984 als Flottillenadmiral „Admiral Marineausbildung“ im Marineamt